# Sick Puppies
Sick Puppies je autralski rock glazbeni sastav osnovan 1997. Sastav čine pjevač i gitarist Shimon Moore, basistica Emma Anzai i bubnjar Mark Goodwin.
Sick Puppies istakli su se 2006. kada je njihov pjesma "All the Same" (s kasnije objavljenog albuma "Dressed Up as Life") zajedno s video spotom postavljena na YouTube. Video je dao podršku kampanji Besplatni zagrljaji začetoj u Sydneyu, koja je tako postala svjetski poznata. Video je pogleda preko 70 mlijuna puta na Youtubeu.

## Diskografija
- Welcome to the Real World (2001)
- Dressed Up as Life (2007)
- Tri-Polar (2009)